# Caterina Fake
Caterina Fake (Pittsburgh, 13 giugno 1969) è un'informatica e imprenditrice statunitense.
È cofondatrice di Flickr e di Hunch.

## Biografia
Caterina Fake è nata a Pittsburgh, Pennsylvania, da un avvocato statunitense di origine tedesca e da una madre di origine filippina. Dopo essersi diplomata ed aver svolto svariati lavori, si è ritrovata a vivere in casa della sorella a San Francisco, venendo poi coinvolta nel grande fermento creativo e tecnologico della Silicon Valley.
Diventata Art Director del sito Salon.com,  nel 1997 ha ottenuto un lavoro presso Netscape per gestire le comunità virtuali del colosso informatico.
Nell'estate del 2002, a Vancouver, ha fondato con Stewart Butterfield, suo compagno nel lavoro e nella vita, Ludicorp, una società con cui ha prodotto un gioco di ruolo online, chiamato Game Neverending, che però non verrà lanciato.
I due successivamente hanno fondato il sito di condivisione di foto Flickr, che diventerà uno dei principali social networking tool della Rete, acquistato da Yahoo! nel 2005.
Nel 2009 ha fondato con Chris Dixon il sito di condivisione sociale Hunch.